# 송희경 (1376년)
송희경(宋希璟, 1376년 ~ 1446년)은 조선 전기의 문신이다. 본관은 신평. 자는 정부(正夫), 호는 노송당(老松堂). 신평 송씨의 시조 송구진(宋丘進)의 5세손으로, 아버지는 송현덕(宋玄德)이다.
대마도 정벌 이후 회례사로서 무로마치 막부와 접견한다.

## 생애
고려 우왕 2년(1376년) 충청도 연산현 죽안방 균정리에서 태어났다. 
조선 태종 2년(1402년) 27세로 과거에 응시하여 3위로 과거에 급제하였으며, 동왕 4년(1404년) 29세로 정언으로 있다가 사간원의 내부 갈등으로 전라도 담양으로 유배되었다.
34세 때인 1409년에 복직하여 좌헌납이 되어 조세 징수 완화 및 호패법 강화 등과 관련된 소장을 올렸다. 
1415년 지금산주사로 있으면서 사사로이 사냥을 나가고 사람을 때려죽인 적이 있다는 이유로 장 1백 대에 처해졌는데, 이듬해에 그 일이 거짓이었음이 드러나면서 사면되었다. 
1417년 성절사(聖節使)의 서장관으로 명(明)에 다녀왔으며, 1420년 1월 회례사(回禮使)로 일본에 다녀왔다. 이때의 여정 및 감회를 기록한 것이 바로 《노송당일본행록》이다. 이로부터 1년 전인 1419년 조선은 왜구의 근거지로 지목되고 있던 쓰시마 섬에 대한 대규모 군사 행동을 감행했고 그 이듬해에 일본으로 파견된 송희경의 기행문에는 기해동정 직후 양국의 험악한 관계나 부정적인 감정이 어느 정도 반영되어 있다는 지적이 있다. 
1422년 태종이 승하하자 《태종실록》의 편수에도 참여하게 되었는데, 어버이를 섬기고자 한다는 이유로 고을 수령으로 내려가기를 청하여 1424년 경상도 함양의 수령으로 부임하였다. 
이후 판사재(判司宰)가 되었으나 1425년 벼슬에서 물러났다. 송희경은 예전 유배지이기도 했던 담양으로 내려와 그곳에서 여생을 보냈다. 이후 송희경의 후손들이 대대로 담양에 터를 잡고 살게 되었다. 
1446년 향년 71세로 담양에서 별세하였다. 

## 같이 보기
- 송순 - 희경의 고손자
- 노송당일본행록
- 조선 통신사

### 내용주
1. ↑  1616년 송희경의 6대 손인 송지(宋篪)가 쓴 《노송당일본행록》의 가장에서는 "32세에 청효루(聽曉樓)와 보루각(報漏閣) 창건의 일로 임금의 면전에서 그 뜻을 거슬러 파면되어 시골로 돌아왔다"고 언급하고 있다.